# 山中雄輔
山中 雄輔（やまなか ゆうすけ、1987年4月15日 - ）は、日本の俳優。アレ及び劇団スパイスガーデン所属。
千葉県浦安市出身。

## 出演

### テレビドラマ
- セレぶり3 第4話（2009年、テレビ東京） - 写真のみ
- 妄想姉妹〜文學という名のもとに〜 第7話（2009年、日本テレビ）
- 深夜食堂 第3話（2009年、毎日放送/TBS）
- サラリーマンNEOウィンタースペシャル2009（2009年、NHK）
- プロゴルファー花 第11話（2010年、ytv/日本テレビ）
- 宇宙犬作戦 第18話（2010年、テレビ東京）
- みんな!エスパーだよ!（2013年、テレビ東京） - マサル 役
- めしばな刑事タチバナ 第3話（2013年、テレビ東京） - 谷岡尚樹 役
- 福家警部補の挨拶 第6話（2014年、フジテレビ）
- 花咲舞が黙ってない 第3・4話（2014年、日本テレビ）
- ストレンジャー〜バケモノが事件を暴く〜（2016年、テレビ朝日） - 警官 役
- 刑事7人 第2シリーズ 第8話（2016年、テレビ朝日） - 伊吹俊也 役
- アノニマス〜警視庁“指殺人”対策室〜 第7話（2021年3月8日、テレビ東京） - 山室孝介 役
- しろめし修行僧 第2話 (2022年4月16日、テレビ東京)
- 離婚弁護士 スパイダー Season2 〜偽りと裏切り編〜 第2話（2025年2月15日〈予定〉、日本テレビ） - 刑事 役

### 映画
- シャッフル（2011年）

### 配信ドラマ
- 未来は今 第6話（2009年、Wii TV）
- 美しき日々よ 第2話（2009年、DOR@MO）
- シークレットガールズ（2011年）
- ラヴコンシェル 第2週「明日の彼女、あさっての彼」（2012年12月、NOTTV）

### 舞台
- ナイスコンプレックス「青春の握りこぶし〜熱くなれ〜」
- TEAM NACS ニッポン公演「WARRIOR〜唄い続ける侍ロマン」
- TEAM NACS 第16回公演「PARAMUSHIR〜信じ続けた士魂の旗を掲げて」